# Poecilimon lodosi
Poecilimon lodosi är en insektsart som beskrevs av Carl Otto Harz 1976. Poecilimon lodosi ingår i släktet Poecilimon och familjen vårtbitare. Inga underarter finns listade i Catalogue of Life.